# 1300-ті
Пізнє Середньовіччя •  Реконкіста  •  Авіньйонський полон пап  •  Монгольська імперія

## Події

### Галицько-Волинське князівство
Між 1301 та 1308 роками в Галицько-Волинському князівстві правив Юрій Львович з династії Романовичів, який успадкував владу від свого батька Лева Даниловича. Після його смерті 1308 року князівство перейшло до його синів Андрія та Лева Юрійовичів. 
1303 року відбулася спроба утворення Галицької православної митрополії, незалежної від митрополита Київського, осідок якого перебував уже у Володимирі-на-Клязьмі. Митрополія проіснувала недовго — 1308 року константинопольський патріарх знову об'єднав її з Київською.

### Святий престол
Продовжувався конфлікт між папою римським Боніфацієм VIII та європейськими монархами, зокрема з королем Франції Філіпом Красивим. 1302 року папа видав буллу «Unam sanctam», що проголошувала абсолютний пріоритет церковної влади над світською. Французький король у відповідь послав військовий загін на чолі з Гійомом Ногаре, який заарештував папу, і, за народними переказами, начистив йому пику. Боніфацій VIII помер того ж року, новим папою було обрано Бенедикта XI, а після його короткого понтифікату папську тіару отримав профранцузький кандидат Климент V. 1308 року він переніс папську резиденцію до Авіньйона, який належав тоді королю Неаполя. Розпочався період, який Петрарка назвав Авіньйонським полоном пап. Він затягнувся до 1377 року.

### Розгром ордену Тамплієрів
Французькому королю Філіпу Красивому вдалося знищити іншого свого супротивника — лицарський орден Тамплієрів, і заволодіти його майном. 1306 року тамплієрам було запропоновано об'єднатися з госпітальєрами, однак вони відмовилися. 1308 року їх було звинувачено в єресі та проведенні диявольських ритуалів. Ці звинувачення не отримали підтвердження, проте 13 жовтня 1307 року в усій Франції відбулися арешти лицарів ордену. Майно ордену король конфіскував. 12 травня 1310 року 54 тамплієрів було страчено на вогнищі.
Орден госпітальєрів до 1309 року окупував острів Родос і встановив там свою резиденцію. Тевтонський орден захопив Нижню Померанію, відрізавши Польщу від Балтійського моря. Штаб-квартирою ордену стало місто Мальборк.

### Війна за незалежність Шотландії
1303 року англійський король Едуард I Довгоногий відновив військові дії в Шотландії, а 1304 року захопив останню твердиню повстанців замок Стерлінг. 1305 року англійці схопили й стратили Вільяма Воллеса. Однак уже наступного року боротьбу з окупантами очолив Роберт Брюс, проголосивши себе королем Шотландії.

### Священна Римська імперія
1308 року король  Німеччини Альбрехт I з династії Габсбургів загинув від руки свого племінника. Новим римським королем обрано Генріха VII, першого з династії Люксембургів. Австрію та Штирію поділили між собою сини Альбрехта II Фрідріх та Леопольд.

### Франція
Французький король Філіп Красивий, намагаючись заручитися підтримкою народу в боротьбі з папою римським та тамплієрами, 1302 року зібрав перші в країні Генеральні штати. 

Почалися заворушення у Фландрії. 1302 року фламандські ополченці завдали поразки військам французького короля у битві, що отримала назву битви золотих шпор. 1304 року в битві поблизу Мон-ан-Певель королівські війська взяли реванш.
1303 року Франція та Англія підписали мирну угоду, за якою Франція визнавала Гасконь володінням англійського короля. Новарра залишалася незалежною, з 1310 її очолив Людовик X, майбутній король Франції.

### Англія
1301 року запроваджено титул принца Уельського. Першим його носієм став Едуард II, син англійського короля  Едуарда I Довгоногого. 1307 року він успадкував англійський трон після свого батька.

### Східна Європа
Зі смертю Андраша III припинилася династія Арпадів в Угорщині. Влада короля в країні вже була слабкою, тривала боротьба між родами магнатів. На угорський трон претендували правителі сусідніх Богемії, Австрії, Баварії. Після зміни кількох номінальних правителів 1308 року право на угорський трон закріпив за собою Карл I Роберт з Анжуйської династії, при якому королівська влада почала знову консолідуватися.
Згасла династія Пржемисловичів, які правили Богемією впродовж століть. Останній її представник Вацлав III помер 1306 року. Титул короля перейшов до Генріха Корунтанського, пізніше король Німеччини Альбрехт I посадив на трон свого сина Рудольфа, але той прожив недовго, і на трон повернувся Генріх Корунтанський. 1310 року королем Богемії став Ян Люксембурзький.
Польща на початку століття перебувала під владою богемського короля Вацлава II. Після його смерті та смерті його сина Вацлава III  у роздроблену країну повернувся з вигнання Владислав Локетек. Розпочався процес політичного об'єднання.

### Південна Європа
У містах-республіках півночі Апеннінського півострова продовжувалася боротьба гвельфів та гібелінів. 1302 року, після перемоги в Флоренції чорних гвельфів над білими гвельфами, місто покинув, утікаючи у вічне вигнання Данте Аліг'єрі.
1302 року король Неаполя Карл II Анжуйський та король Сицилії Федеріго II уклали мирну угоду, що завершила війну сицилійської вечірні. Одним із наслідків укладення миру стало те, що арагонський кондотьєр Рожер де Флор організував Каталонську компанію — загін найманців-альмогаварів, що вступили на службу до візантійських імператорів. У Візантії каталонці успішно зупинили наступ турків, але згодом між ними та імператором виник конфлікт через платню. 1305 року візантійці вбили Рожера де Флора та чимало інших альмогаварів, однак Каталонська компанія все ж завдала поразки військам імператора в Галліполі. Згодом каталонці захопили Ахейське князівство і правили в ньому понад півстоліття.

### Азія
У Малій Азії набирали могутності турки-османи, яких очолював засновник династії Осман I Газі.
Монгольські Ільхани, які правили в Персії та прилеглих до неї територіях, вели боротьбу з єгипетськими малюками в Сирії. 
Делійський султанат зазнавав постійних нападів військ Чагатайського улусу, водночас здійснюючи походи на південь Індостану.
У Китаї правила монгольська династія Юань, яку очолювали Оладжейту-Темур, а після нього Хайсан-Хулуг.